# Cryptactites peringueyi
Cryptactites peringueyi es una especie de geckos de la familia Gekkonidae. Es el único miembro del género Cryptactites. Se distribuye en Sudáfrica.
Es un pequeño geco que tiene una cabeza larga, con pequeñas protuberancias en la parte posterior. El color de fondo varía en tonos de marrón. La parte ventral es de color crema, con pequeñas áreas oscuras. Estos gecos se encuentran en Sudáfrica, cerca de la costa, en la vegetación cercana al mar, donde viven.[cita requerida]